# 古戰場傳奇
《古戰場傳奇》（英語：Outlander）是一部英美联合制作的穿越歷史题材言情类电视影集，改编自戴安娜·加巴顿的《異鄉人系列小說》。该剧创作人为罗纳德·D·摩爾(Ronald D. Moore)，主要制作方为与Starz频道合作的左岸影视集团。该剧第一季共16集，于2014年8月9日首播。第2季共13集，改編自《琥珀蜻蜓》，於2016年4月9日首播。同年6月1日，Starz頻道續訂了第3季和第4季，分別改編自《異鄉人系列小說》的第3部《星月海洋》和第4部《秋之鼓》。第3季共13集，於2017年9月10日首播。第4季共13集，於2018年11月4日首播。Starz頻道繼續續訂了第5季和第6季，第5季已於2020年2月16日開播。

## 情节概要
影集講述了來自1945年的已婚戰地護士克萊兒．蘭德爾意外穿梭時空，回到1743年。她隨即來到了一個未知的世界，充滿著生命威脅。當她被強迫嫁給傑米——一個體貼、浪漫的年輕蘇格蘭戰士，一段外遇的愛火熊熊燃起，克萊兒在兩個截然不同的男人、兩段天差地別的生活中痛入心脾。

## 演员

### 主要角色
| 角色                                                           | 職務或身份 | 演員                                    | 第一季 | 第二季 |
| -------------------------------------------------------------- | ---------- | --------------------------------------- | ------ | ------ |
| 克萊兒 · 比徹姆 · 蘭德爾 （Claire Beauchamp Randall）          | 護士       | 凯特瑞娜 · 巴菲 （Caitriona Balfe）     | 主角   | 主角   |
| 克萊兒 · 比徹姆 · 佛雷澤 （Claire Beauchamp Fraser）           |            | 凯特瑞娜 · 巴菲 （Caitriona Balfe）     | 主角   | 主角   |
| 傑米 · 佛雷澤 （Jamie Fraser）                                 |            | 山姆 · 修漢 （Sam Heughan）             | 主角   | 主角   |
| 法蘭克 · 蘭德爾 （Frank Randall）                              | 歷史學者   | 托比亞·曼齊司 （Tobias Menzies）        | 主角   | 主角   |
| 喬納森 · 「黑傑克」 · 蘭德爾 （Jonathan "Black Jack" Randall） | 英軍上尉   | 托比亞·曼齊司 （Tobias Menzies）        | 主角   | 主角   |
| Colum MacKenzie                                                |            | 盖瑞 · 路易斯 （Gary Lewis）            | 主角   | 主角   |
| Dougal MacKenzie                                               |            | 格拉姆 · 麦克塔威士 （Graham McTavish） | 主角   | 主角   |
| Geillis Duncan                                                 |            | 洛特 · 威比克 （Lotte Verbeek）         | 主角   | 主角   |
| Ned Gowan                                                      |            | 比尔 · 皮特森 (Bill Paterson)           | 主角   | 主角   |
| Murtagh Fraser                                                 |            | Duncan Lacroix                          | 主角   | 主角   |
| Rupert MacKenzie                                               |            | Grant O'Rourke                          | 主角   | 主角   |
| Anghus Mhor                                                    |            | Stephen Walters                         | 主角   | 主角   |

### 次要角色
| 角色                        | 職務或身份 | 演員              | 第一季 | 第二季 |
| --------------------------- | ---------- | ----------------- | ------ | ------ |
| Mrs. Glenna Fitzgibbons     |            | Annette Badland   | 配角   | 配角   |
| Rev. Dr. Reginald Wakefield |            | James Fleet       | 配角   | 配角   |
| Letitia MacKenzie           |            | Aislín McGuckin   | 配角   | 配角   |
| Hamish MacKenzie            |            | Roderick Gilkison | 配角   | 配角   |
| Laoghaire MacKenzie         |            | Nell Hudson       | 配角   | 配角   |
| Father Bain                 |            | Tim McInnerny     | 配角   | 配角   |
| Janet "Jenny" Fraser Murray |            | 勞拉·唐納利       | 配角   | 配角   |
| The Duke of Sandringham     |            | 西蒙·卡洛         | 配角   | 配角   |
| Ian Murray                  |            | Steven Cree       | 配角   | 配角   |

## 集數
| 季數 | 集数 | 集数 | 首播日期       | 首播日期       |
| 季數 | 集数 | 集数 | 首映           | 季终           |
| ---- | ---- | ---- | -------------- | -------------- |
| 1    | 16   | 8    | 2014年8月9日   | 2014年9月27日  |
| 1    | 16   | 8    | 2015年4月4日   | 2015年5月30日  |
| 2    | 13   | 13   | 2016年4月9日   | 2016年7月9日   |
| 3    | 13   | 13   | 2017年9月10日  | 2017年12月10日 |
| 4    | 13   | 13   | 2018年11月4日  | 2019年1月27日  |
| 5    | 12   | 12   | 2020年2月16日  | 2020年5月10日  |
| 6    | 8    | 8    | 2022年3月6日   | 2022年5月1日   |
| 7    | 16   | 8    | 2023年6月16日  | 2023年8月11日  |
| 7    | 16   | 8    | 2024年11月22日 | 2025年1月10日  |
| 8    | 10   | 10   | TBA            | 待定           |

## 制作
2013年6月，Starz宣布要为该题材拍摄一部于2013年11月开始制作的16集长的新剧。试播集播出后不久的2014年8月15日，电视台又为该剧续订了至少13集的拍摄计划。而原作者加巴顿女士也将一直担任该剧顾问。担任创作者和监督人的门罗(Moore)表示，第一集“前30到40分钟里我们拍了很多书中没有的内容或是书中情节经过压缩后的内容。”他还表示不打算像一般的科幻剧那样把时间穿越的过程用大量特效展示出来。

### 敲定角色
2013年7月9日，Sam Heughan被敲定为剧中男性领袖Jamie Fraser的饰演者。8月8日，第二个选定的演员是Tobias Menzies，在剧中饰演Frank和Jonathan Randall两位角色。9月4日，Graham McTavish和Gary Lewis也加盟该剧。2013年9月11日，爱尔兰演员凯特瑞娜·巴菲通过角色选拔，被敲定为该剧女主演Claire Beauchamp Randall的饰演者。
原作者加巴顿女士也在第4集《The Gathering》中跑了个龙套，饰演了其中的Iona MacTavish。2014年8月，弗拉泽·西内获悉也将出演将于2015年播出的某集，并在其中扮演一名典狱长。正是Hines曾于1966至1969年间在《异世奇人》中饰演的杰米·麦卡克里蒙(Jamie McCrimmon)激发了加巴顿女士的灵感，勾勒出了这部《外乡人》的剧情设定和男主角Jamie Fraser的人物设定。

### 摄制
该剧的主要摄制阶段于2013年10月在苏格兰开始。2014年9月，第一季摄制工作全部完成。

### 音乐
音乐由比尔·麦克瑞利负责。主题曲是一首改编歌曲。曲调取自苏格兰民歌《斯凯岛船歌》("The Skye Boat Song")，歌词改编自罗伯特·路易斯·史蒂文森的诗歌《请为我唱首那不知所踪的孩子的歌曲吧》("Sing me a Song of a Lad that is Gone")。